# Olsburg (Kansas)
Olsburg est une ville américaine située dans le comté de Pottawatomie, au Kansas. Selon le recensement de 2010, sa population est de 219 habitants.